# 시안구 (무단장시)

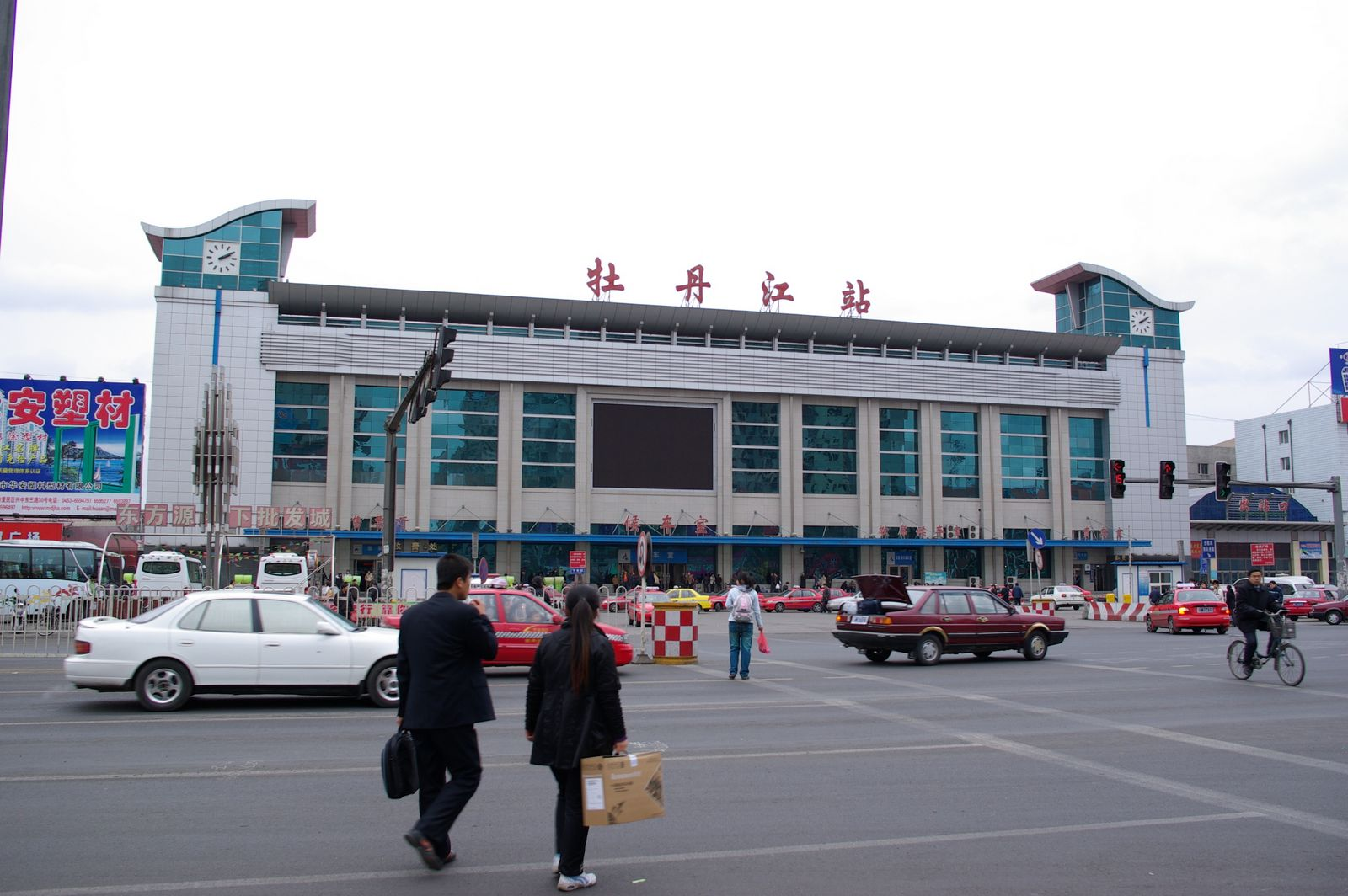

시안구(한국어: 서안구, 중국어: 西安区, 병음: Xī'ān Qū)는 중화인민공화국 헤이룽장성 무단장 시의 행정 구역이다. 넓이는 325km2이고, 인구는 2007년 기준으로 220,000명이다.

## 행정 구역
6개 가도, 1개 진을 관할한다.
- 가도: 先锋街道, 火炬街道, 立新街道, 牡丹街道, 江滨街道, 沿江街道.
- 진: 温春镇.